# Fear of God (Schweiz)
Fear of God ist eine ehemalige Grindcore-Band aus der Schweiz, die von 1986 bis 1988 und kurzzeitig im Jahr 2003 aktiv war.

## Bandgeschichte
Fear of God (vormals Bunch of Lies) wurde 1986 von Erich Keller und Reto Kühne gegründet. Aus dem Hardcore-Punk-Umfeld stammend, lehnte man seinen Stil zunächst an Discharge und Amebix (nach dem Amebix-Song Fear of God benannte man sich unbewusst) an. Spätestens mit dem Einstieg von Schlagzeuger Franz «Osi» Oswald änderte sich der Stil von Fear of God in Richtung Grindcore. Zusammen mit diversen anderen Bands des Genres, wie Napalm Death und Repulsion, werden sie über Tape-Trading auch im Ausland recht schnell populär. Diverse Demos, Liveaufnahmen und Tape-Sampler verbreiten sich in der kleinen, aber schnell anwachsenden Underground-Szene. 1987 erschien die erste, unbetitelte 7", die 21 Lieder von zum Teil nur 20- bis 30-sekündiger Länge enthielt.
1988 erschien das Debütalbum As Statues Fell. Die Band löst sich nach einem Konzert im Vorprogramm von Henry Rollins desillusioniert auf.

„Es lag wohl hauptsächlich an der massiven Akzeptanz, die wir plötzlich erfuhren. Viele der mit uns befreundeten Bands ließen sich quasi über Nacht kaufen oder outeten sich unerwartet als komplette Idioten. (…) Der Auftritt mit Henry Rollins gab uns endgültig den Rest. Wir erlebten den ganzen Rock & Roll-Bullshit erstmals aus erster Hand: Einen Soundcheck gab es für uns nicht, und während des Gigs lief die Hallenmucke von der PA ununterbrochen weiter. Wir beschlossen noch während des Sets, Schluß zu machen.“

Die Debüt-7" und das erste Album wurden immer wieder nachgepresst. Zahlreiche Bootleg-Versionen sind im Umlauf. 2003 reanimierte Keller die Band für etwa sechs Monate wieder, löste sie nach diversen Auftritten allerdings wieder auf und bezeichnete die Wiedervereinigung als «großen Fehler». Im gleichen Jahr erschien auch die exklusive Doppel-LP Zeitgeist, die alle Aufnahmen der Band der Jahre 1986–1988 zusammenfasst. Ursprünglich sollte die Diskografie-CD aufgrund Mike Pattons Begeisterung für FoG auf Ipecac Recordings erscheinen; für 2008 ist die Veröffentlichung der CD-Version durch Relapse Records geplant. Erich Keller betrieb zusammen mit Thomas Mölch in den Achtzigern auch das Fanzine Megawimp und das Label Off the Disk auf dem unter anderem die erste Morbid-Angel-Single Thy Kingdom Come erschien.

## Rezeption
Albert Mudrian bezeichnete die Debüt-Single als eine der wichtigsten Veröffentlichungen im Grindcore und Death Metal der späten 1980er Jahre. Die Verbindung von Noise und Grindcore war für die spätere Entwicklung des Grindcores wegweisend. Obwohl die Band nur zwei Jahre aktiv war, gründeten sich mehrere Epigonen, wie Anal Cunt (die diese Musik jedoch von allem politischen befreiten) und später als Fastcore oder Noisecore bezeichnete Bands wie Dropdead oder Infest. Die Band lehnte jedoch die Bezeichnung Grindcore für sich selbst ab, da «der Begriff dann aufgekommen [ist], als wir uns aufgelöst haben» und bezeichnete sich schlicht als Noiseband.
Zwischen 2001 und 2002 erstellte Dave Phillips die Collage «The Hermeneutics of Fear of God», 61 Stücke, die auf Samples aus Stücken von Fear of God basieren. Die Stücke erschienen zwischen 2003 und 2007 auszugsweise, bevor sie 2008 vollständig auf CD und LP vorgelegt wurden. 2004 erschien das Tributealbum The End of the Fear of God auf dem 69 Künstler, darunter Jim O’Rourke, Merzbow, Mike Patton und Voice Crack Fear of God covern.

## Diskografie
- Same (Single, 1988)
- As Statues Fell (1988)
- Pneumatic Slaughter (Live-Single, 1990)
- Zeitgeist (Kompilation, 2003)
- Born Blind (Single, 2003)